# Fiat Toro
La Fiat Toro o Ram 1000 es una camioneta pickup mediana, producida por el fabricante ítalo-estadounidense Fiat Chrysler Automobiles, para su producción y venta en el mercado del Mercosur, bajo la marca italiana Fiat. Para el caso de la versión vendida en México, se trata del mismo vehículo comercializado a través de la marca RAM. Se trata de una camioneta pickup catalogada como SUV (Vehículo utilitario deportivo), que fuera presentada por Fiat en Brasil durante el mes de febrero del año 2016. Esta camioneta está encasillada dentro de un nuevo segmento del mercado de camionetas de hasta una tonelada de carga, conocido con las siglas SUP (Sport Utility Pick-Up) que fuera inaugurado por la Renault Duster Oroch (versión pickup del todoterreno Dacia Duster).
Este modelo constituye la primera camioneta pickup mediana fabricada y desarrollada por Fiat, teniendo en cuenta que previamente la marca italiana se destacó en la producción de los utilitarios livianos Fiat Fiorino y sus respectivas versiones pickup, como así también la pickup liviana Fiat Strada y los vehículos comerciales medianos Fiat Ducato. Asimismo, la aparición de esta camioneta daría pie a Fiat para iniciar el desarrollo de nuevos modelos de similares características, a través de alianzas con otros productores internacionales.
La Fiat Toro está proyectada sobre la Plataforma Small Global Modular Architecture presentada en el año 2012 en el modelo Fiat 500 L y que actualmente está compartida con el modelo Jeep Renegade, producido en la planta italiana Fiat Melfi. A diferencia de sus hermanos italianos, la Toro es producida en la fábrica brasileña Fiat Goiana en el estado de Pernambuco.
Esta camioneta fue presentada inicialmente con dos niveles de equipamiento (Freedom y Volcano), a la vez de estar equipada con impulsores turbodiesel de 170 CV y naftero 1.8 de 135 CV. Su capacidad de carga, varía entre 650 kg en la versión naftera 1.8 y una tonelada en la versión turbodiesel 2.0. Asimismo, complementa su equipamiento con una amplia gama de implementos electrónicos y de seguridad. La mecánica de esta camioneta se complementa con 4 tipos de cajas de velocidades, siendo la primera una caja manual de 5 velocidades y tracción delantera (en las versiones nafta), la segunda una caja manual de 6 velocidades con delantera o en las 4 ruedas (en las versiones Diésel), la tercera una caja automática de 6 velocidades con tracción delantera  (para las versiones nafteras AT6) y por último una caja automática de 9 marchas con tracción en las cuatro ruedas (para las versiones Diesel AT9). Todas las versiones con tracción en las 4 ruedas consisten en un conjunto de tracción integral con sistema Select Terrain, originarios de Jeep.
En cuanto a sus dimensiones, la Toro mide 4,91 metros de largo, 1,84 de ancho y 1,74 de alto y posee una distancia entre ejes de 3 metros, lo que la ubica en un término medio, usando como referencias dentro de la gama de productos comerciales de FCA a los modelos Fiat Strada (4,47 m de largo en su versión más equipada) y Dodge Dakota (5,56 m de largo).
Como detalle de estética, esta camioneta presenta un sistema de apertura combinado del portón trasero de carga, pudiendo optarse entre una apertura de doble hoja o una apertura por rebatimiento de ambas puertas en forma enteriza.
En Argentina, el flamante modelo de esta pick-up se ha visto opacado a menos de dos años de su lanzamiento por las crecientes denuncias y manifestaciones de los consumidores que adquirieron el vehículo. De acuerdo  un comunicado efectuado por la empresa, dirigido a los propietarios de la camioneta en su versión de caja manual, "se constató que, en algunas unidades de esta versión y solamente bajo determinadas condiciones de uso frecuente en recorridos cortos y a baja velocidad, el sistema puede presentar alteración del nivel de aceite lubricante del motor". Esta situación llevaría a que el titular de FCA Argentina confirmara que los modelos de caja manual dejarán de venderse en el país. Como resultado de la acumulación de denuncias, la asociación de consumidores Usuarios y Consumidores Unidos inició tres acciones colectivas contra la empresa, en representación de los usuarios damnificados de todo el país, la cual fue admitida y se encuentra en curso en los tribunales ordinarios de la ciudad de Córdoba, con repercusión en la prensa nacional e internacional.

## Galería de imágenes

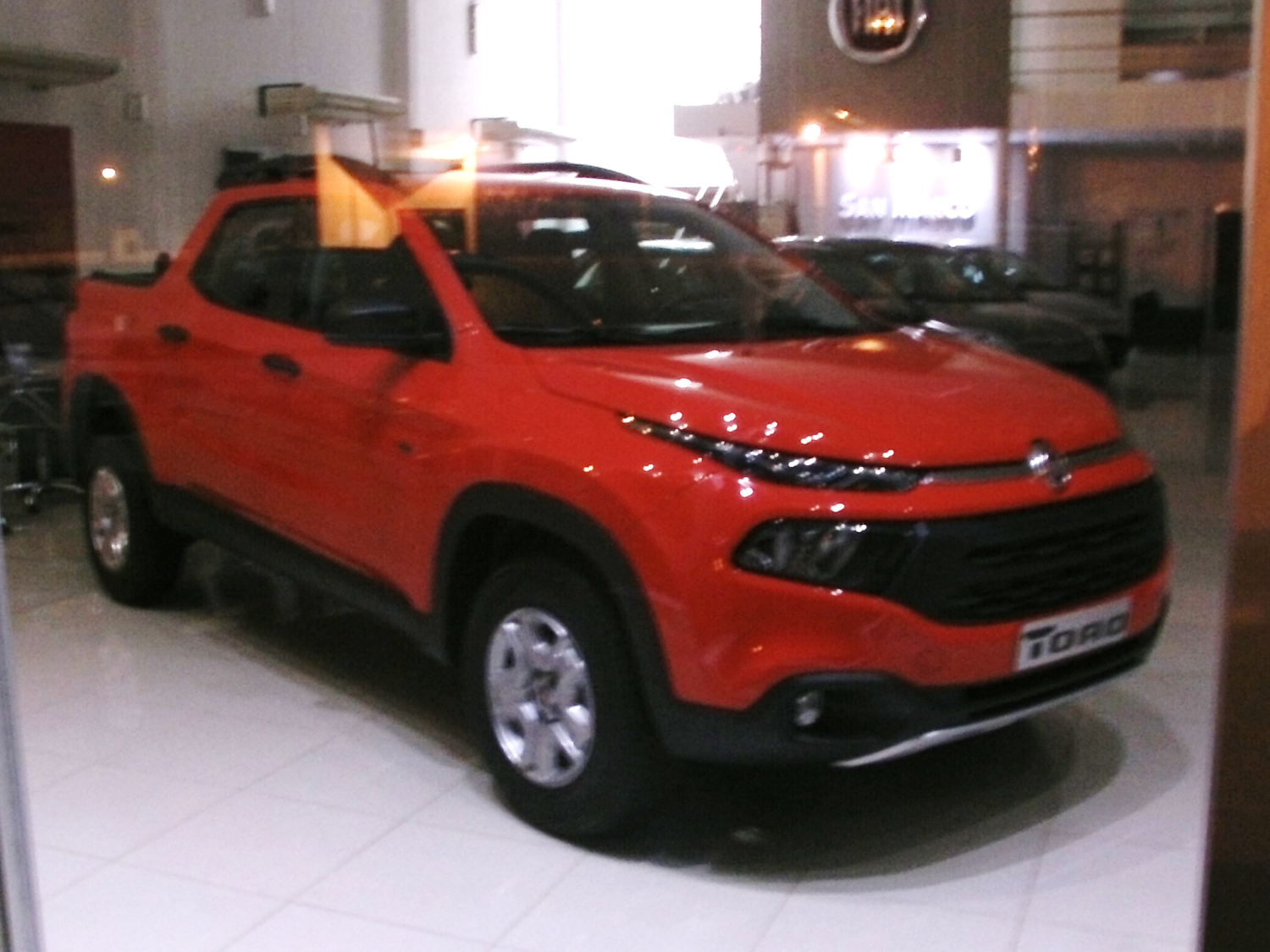
Freedom 4x2
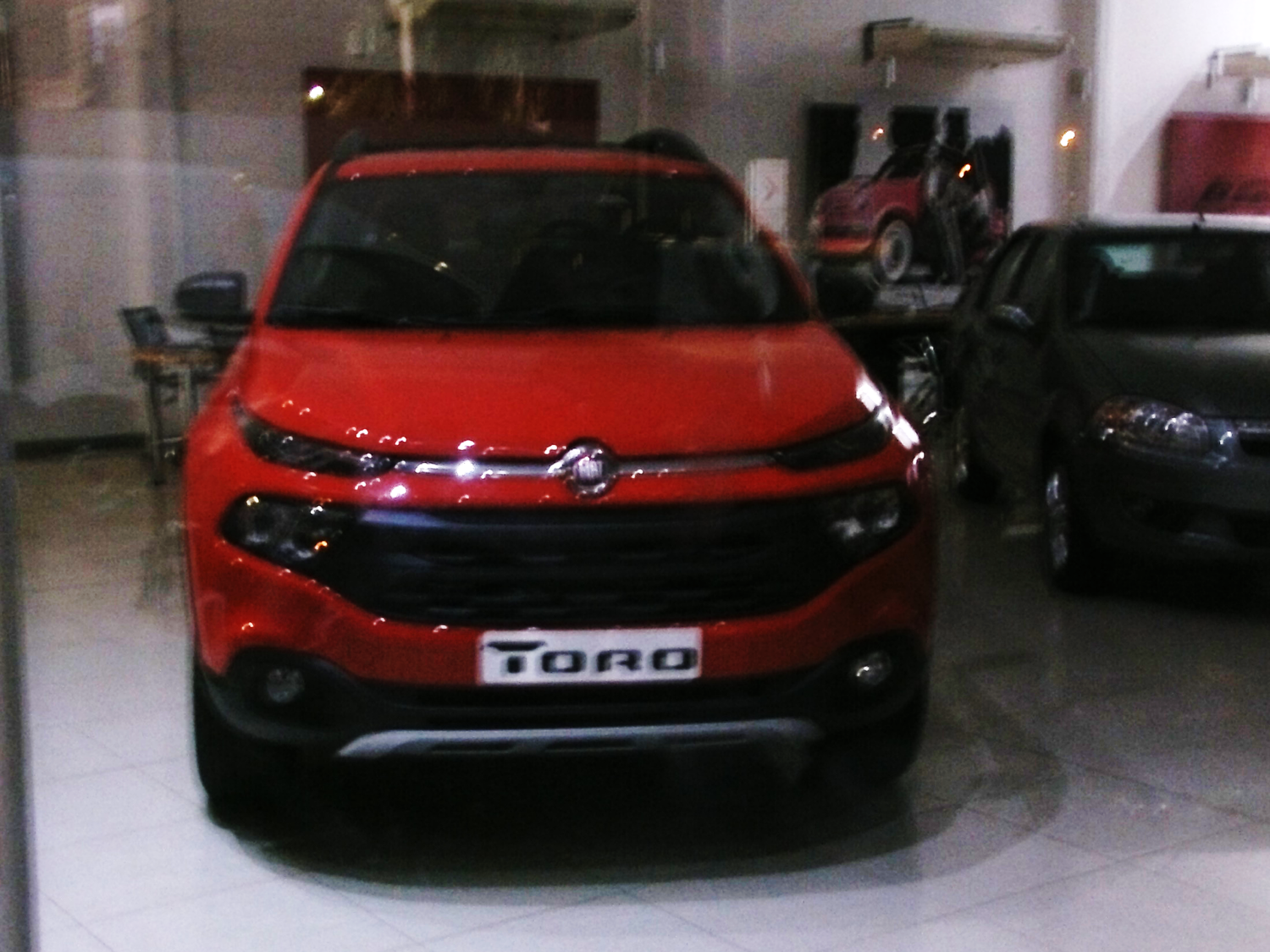
Vista frontal
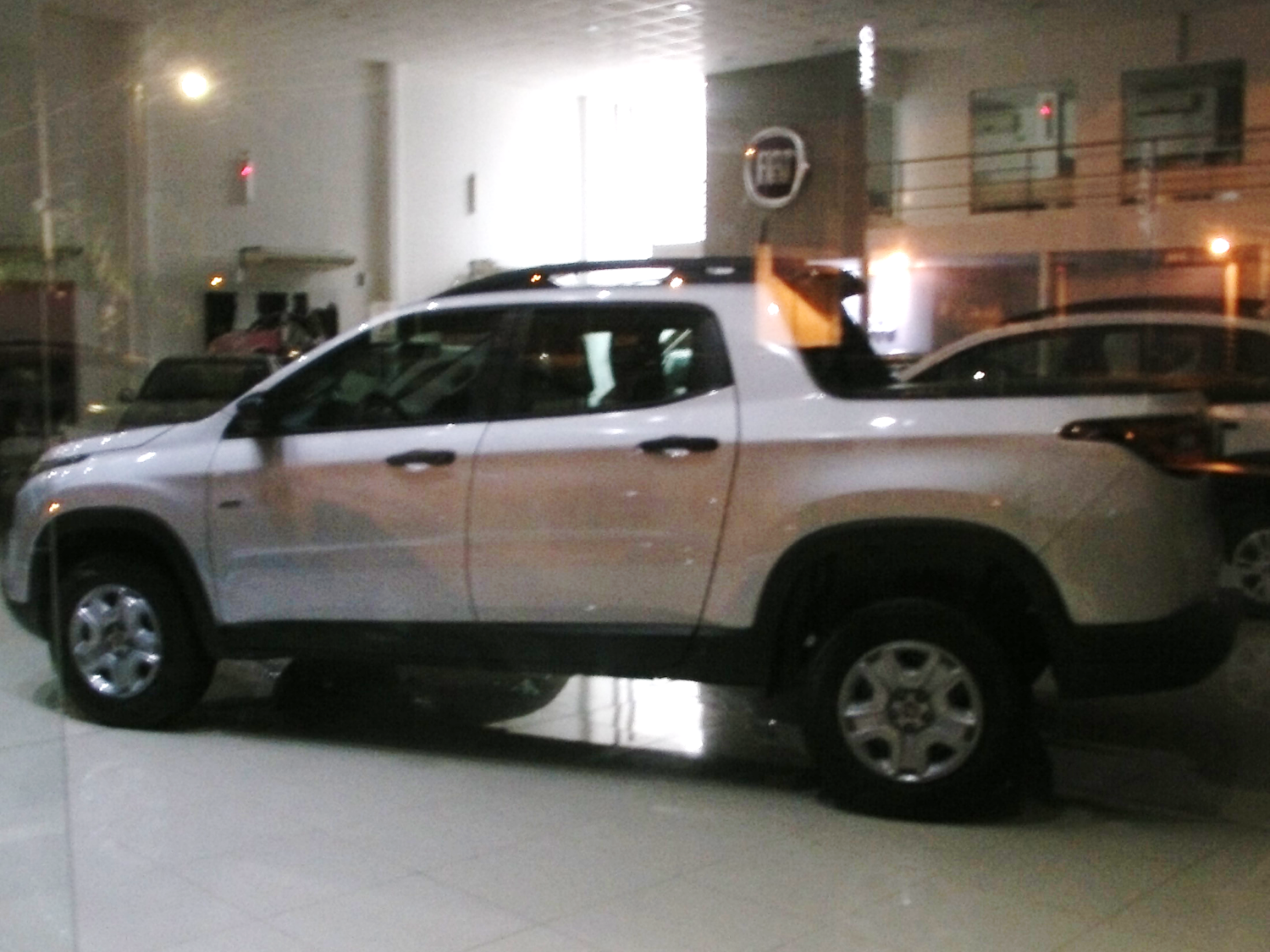
Freedom 4x4
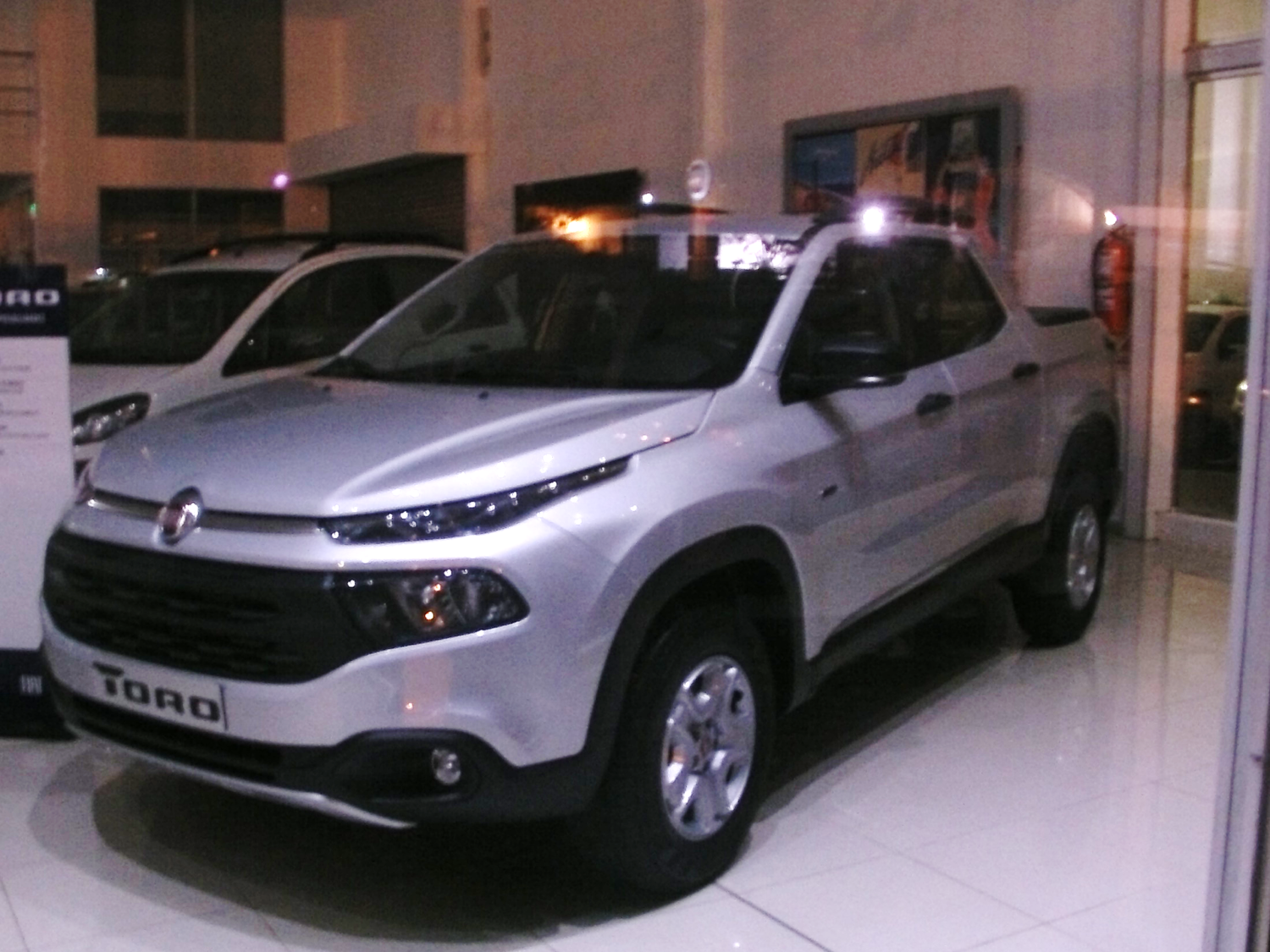
Vista frontal
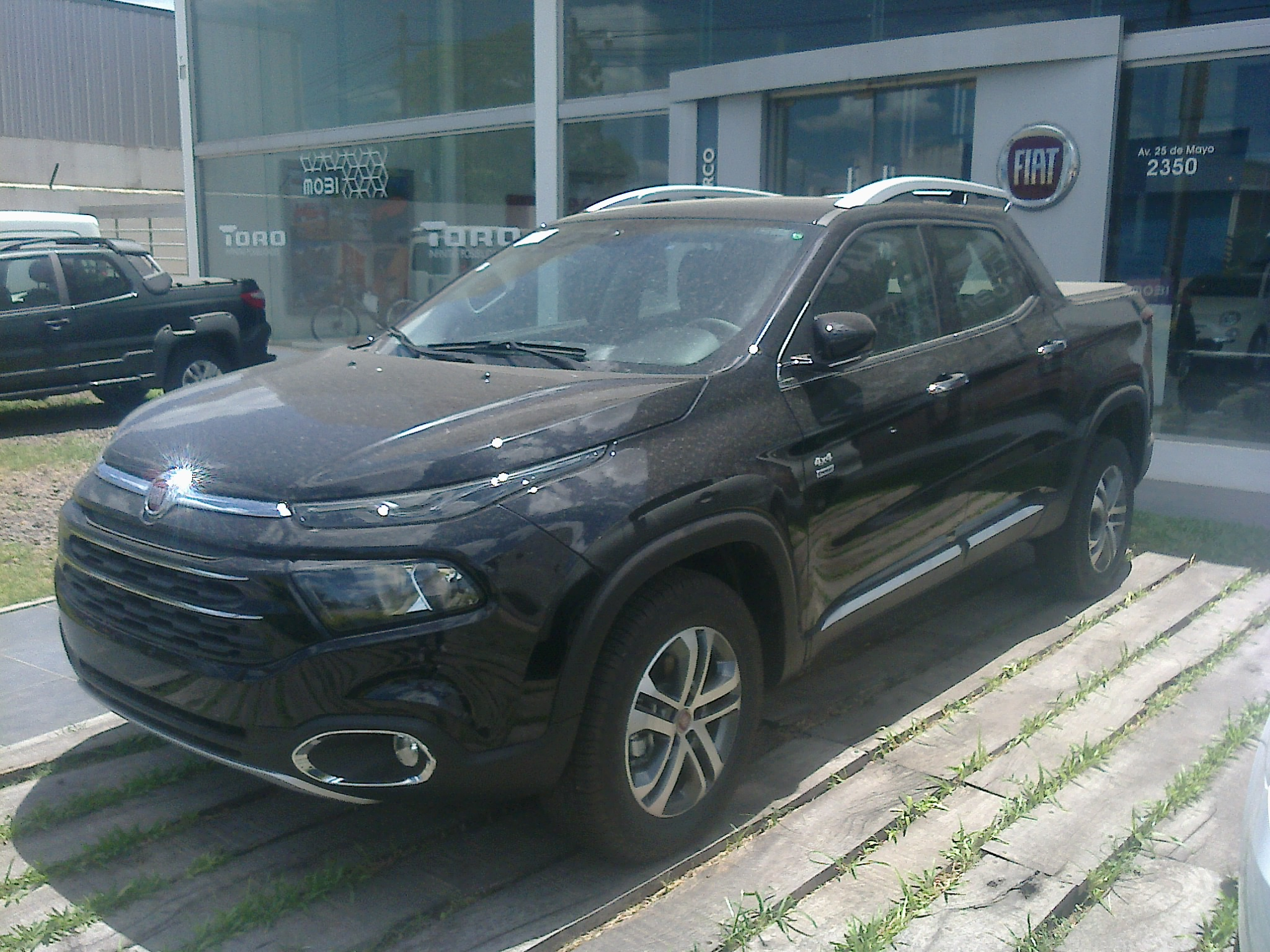
Volcano 4x4